# Alumbrando en la oscuridad
Alumbrando en la oscuridad es una película argentina documental dirigida por Mónica Gazpio y Fermín Rivera y protagonizada por Laura Azcurra, Celina Font y Osvaldo Laport. Fue estrenada el 18 de octubre de 2012.

## Sinopsis
Documental sobre la adopción en el que familias adoptantes, progenitores, hijos adoptivos y especialistas componen un relato coral sumados a la interpretación de actores que prestan su voz a la de madres y padres que no pudieron enfrentar la cámara.

## Reparto
- Laura Azcurra como Mujer
- Celina Font como Madre
- Osvaldo Laport como Padre
- Mariana Richaudeau como Madre
- Cecilia Rossetto como Madre